# Lista de episódios de Action Dad
Segue a lista de episódios da série de desenho animado Action Dad. A série tem, no momento, 11 episódios. Os episódios em itálico estão em tradução em literal.

## Resumo
| Temporada | Temporada | Episódios | Primeira exibição     | Última exibição |
| --------- | --------- | --------- | --------------------- | --------------- |
|           | 1         | 11        | 1 de setembro de 2012 | TBA             |

## Lista de Episódios

### 1.ª Temporada (2010)
| |                                                            |            |                                |            |  |  |
| 1 | "Piloto (Piloto)"                                          | John Kafka | Thomas Krajewski, Henry Gilroy | 01/04/2013 |  |  |
| Barão Von Dash rouba informações secretas sobre Chuck e Angela, e deixa seus filhos saberem pela primeira vez que seus pais estão trabalhando para organizações diferentes, um contra o outro.                                                                             |                                                            |            |                                |            |  |  |
| 2 | "Agentes da M.E.H. (Agentes of M.E.H.)"                    | John Kafka | Thomas Krajewski, Henry Gilroy | 01/09/2012 |  |  |
| Agente Mãe e Pai Espião trabalham juntos para descobrir quem está por trás da organização chamada M.E.H. |                                                            |            |                                |            |  |  |
| 3 | "Agente Duplo, Encontro Duplo (Double Agent, Double Date)" | John Kafka | Thomas Krajewski, Henry Gilroy | 08/09/2012 |  |  |
| Um amigo agente de Pai Espião chamado Rico é contatado para ir a um encontro com a Agente Mãe para descobrir informações secretas. Isso frustra Pai Espião, que acaba os espionando.                                                                                       |                                                            |            |                                |            |  |  |
| 4 | "De Volta à Escola (Getting Schooled)"                     | John Kafka | Thomas Krajewski, Henry Gilroy | 15/09/2012 |  |  |
| A A.R.G.H. recruta novos agentes e um deles é o diretor de uma escola diabólica. Dessa forma, Chuck deve agir secretamente como um aluno para deter os planos do diretor.                                                                                                  |                                                            |            |                                |            |  |  |
| 5 | "Família Von Dash (Family Von Dash)"                       | John Kafka | Thomas Krajewski, Henry Gilroy | 22/09/2012 |  |  |
| Liz e Mick fingem fazer parte da família Von Dash para evitar trabalhar. Seus pais, Agente Mãe e Pai Espião, vão disfarçados para vencê-los em seu próprio jogo. |                                                            |            |                                |            |  |  |
| 6 | "Mundo do Trabalho Artesanal (World of Workkraft)"         | John Kafka | Thomas Krajewski, Henry Gilroy | 29/09/2012 |  |  |
| É dada ao Pai Espião a missão de vencer um jogo de computador virtual. Como ele é terrível em jogos de videogame e continua perdendo, então ele pede a ajuda de seus filhos para ir ao mundo virtual e ajudá-lo a vencer o jogo, mesmo que isso vá incomodar a Agente Mãe. |                                                            |            |                                |            |  |  |
| 7 | "Velhos Agentes (Old Agents)"                              | John Kafka | Thomas Krajewski, Henry Gilroy | 06/10/2012 |  |  |
| Pai Espião ouve de seu chefe que ele pode ser muito velho para ser um agente. Ele começa a surtar, tem um colapso nervoso e começa a agir como um vovô velho e chato. |                                                            |            |                                |            |  |  |
| 8 | "Vovô Espião (Action Gramps)"                              | John Kafka | Thomas Krajewski, Henry Gilroy | 13/10/2012 |  |  |
| O pai de Pai Espião, Vovô Espião, vai à cidade mostra à família que ele ainda pode ser um herói de ação. |                                                            |            |                                |            |  |  |
| 9 | "Pai Acrobata (Stunt Dad)"                                 | John Kafka | Thomas Krajewski, Henry Gilroy | 20/10/2012 |  |  |
| Chuck Ramsey vira um um grande acrobata para filmes. |                                                            |            |                                |            |  |  |
| 10 | "Os Dois Búfalos de Chuck (Two Chuck Buff)"                | John Kafka | Thomas Krajewski, Henry Gilroy | 27/10/2012 |  |  |
| Pai espião, também conhecido como Chuck Ramsey, volta a agir como uma brincadeira e ajuda as pessoas na cidade. Ele também acompanha sua filha Liz em sua dança, e faz ela se sentir melhor quando seu namorado foge.                                                      |                                                            |            |                                |            |  |  |
| 11 | "Chuck no Centro (Chuck in the Middle)"                    | John Kafka | Thomas Krajewski, Henry Gilroy | 03/11/2012 |  |  |
| Barão Von Dash fez algo para o Pai Espião que o faz tornar mau cada vez que seu celular toca. Que Pai Espião irá vencer? O real ou seu alter-ego malvado? |                                                            |            |                                |            |  |  |